# Piotr Winiarz
Piotr Jan Winiarz (ur. 2 lipca 1976 w Rzeszowie) – polski żużlowiec.
Zadebiutował w Stali Rzeszów w 1992. W 1994 odniósł swój pierwszy sukces zdobywając Młodzieżowe Drużynowe Mistrzostwo Polski, zaś w 1995 powtórzył to osiągnięcie. W 2003 uległ wypadkowi na Węgrzech, po którym nie powrócił do uprawiania sportu. W rzeszowskiej Stali przez wiele lat pełnił funkcję kapitana drużyny.
Postanowieniem prezydenta RP Aleksandra Kwaśniewskiego z 9 grudnia 2004 został odznaczony Brązowym Krzyżem Zasługi za zasługi w działalności na rzecz rozwoju sportu.

## Osiągnięcia
- Młodzieżowe indywidualne mistrzostwa Polski:
  - 1995 – 5. miejsce
  - 1997 – 2. miejsce
- Drużynowe mistrzostwa Polski:
  - 1998 – 3. miejsce
- Młodzieżowe drużynowe mistrzostwa Polski:
  - 1994 – 1. miejsce
  - 1995 – 1. miejsce
  - 1996 – 2. miejsce
- Młodzieżowe mistrzostwa Polski par klubowych:
  - 1993 – 2. miejsce
  - 1997 – 3. miejsce
- Srebrny Kask:
  - 1993 – 3. miejsce